# Sainte-Florence (Quebec)
Sainte-Florence es un municipio canadiense situado en la provincia de Quebec.

## Superficie
Sainte-Florence tiene una superficie de 103,48 km².

## Demografía
En 2021, tenía 367 habitantes, una densidad poblacional de 3,5 hab./km², y 207 viviendas.